# Torre Telefónica Chile

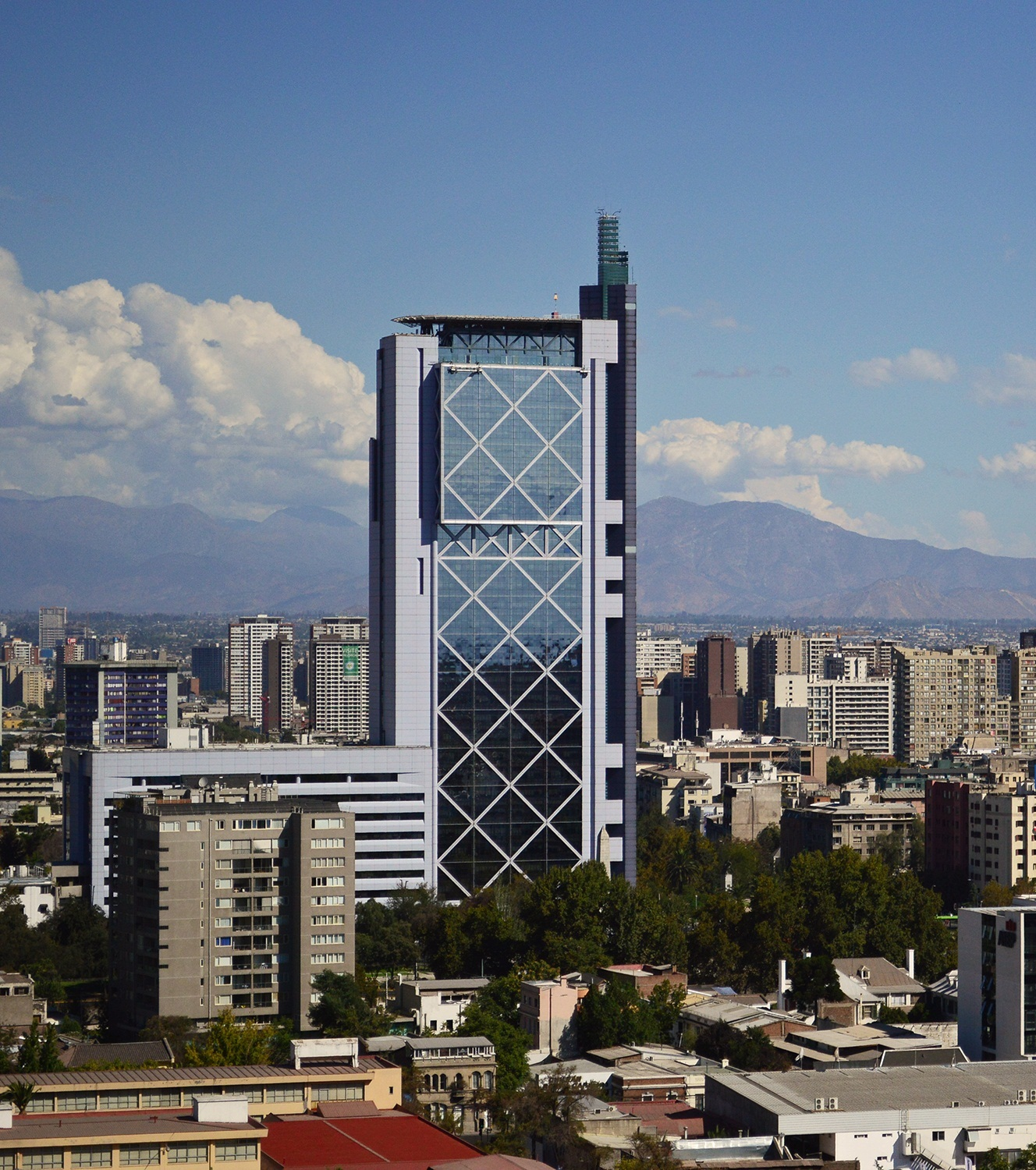
Der Telefónica-Turm

Der Torre Telefónica Chile, zu Deutsch Telefónica-Turm, ist ein Bürohochhaus in der chilenischen Kommune Providencia, Santiago. Es ist derzeit der dritthöchste Wolkenkratzer in Chile.

## Lage
Das Gebäude befindet sich gegenüber der Plaza Baquedano, einem der markantesten und symbolträchtigsten Orte Santiagos, in unmittelbarer Nähe zur Grenze der Kommune Santiago (Stadtzentrum). Der Telefónica-Turm liegt an der Kreuzung der Avenida Providencia und der Avenida Vicuña Mackenna, in strategisch günstiger Lage nahe der Avenida Libertador General Bernardo O’Higgins (als die Alameda bekannt), der zentralen Verkehrsachse der Hauptstadt.
Der Telefónica-Turm (auch als Torre Telefónica oder Distrito Movistar Chile bekannt) bildet den Hauptturm eines Komplexes bestehend aus drei Baukörpern:
- Hauptturm: Das zentrale Hochhaus mit 143 m Höhe und 34 Stockwerken wurde von 1993 bis 1996 errichtet und dient als Sitz der Telefónica Chile.
- Zwillingsgebäude: Direkt an denselben Sockel angebaut, mit 9 Stockwerken, beherbergt auf Erdgeschossebene ein Konferenzzentrum, ein Kundendienstzentrum von Movistar Chile sowie eine Ausstellungshalle (Espacio Telefónica).
- Bustamante-Gebäude: Ein fünfgeschossiger Baukörper an der Avenida General Bustamante, der die Verwaltungsbüros von Movistar beherbergt, vornehmlich für Unternehmensfunktionen, getrennt durch ein Atrium vom Hauptkomplex.[2]

## Beschreibung
Der Bau des Gebäudes begann im Jahr 1993, und nach einer dreijährigen Bauzeit wurde es 1996 als Torre CTC eingeweiht, ein Name, der auf die damalige chilenische Telefongesellschaft Compañía de Teléfonos de Chile (CTC) verweist, die später in Telefónica Chile umbenannt wurde.
Die Architektur des Torre Telefónica Chile wurde von der chilenischen Architekturfirma Iglesias Prat Arquitectos entworfen. Sie gewann 1992 den Wettbewerb für das Projekt, das 1996 fertiggestellt wurde. Das Design des Gebäudes wurde stark von der Technologie der 1990er Jahre inspiriert und stellt ein stilisiertes Mobiltelefon dar, was zu seiner ikonischen Erscheinung beiträgt. Dieses Design wurde im 21. Jahrhundert kritisiert, da sich die Technologie und das Design von Mobiltelefonen drastisch verändert haben. Kritiker sind der Ansicht, dass dadurch auch das Design des Gebäudes veraltet wirkt.
Das Gebäude gilt, neben dem Entel-Turm, als stadtarchitektonisches Wahrzeichen, da es durch sein avantgardistisches und modernes Design hervorsticht und sich in unmittelbarer Nähe der Alameda, der Hauptverkehrsachse Santiagos, befindet.
Mit einer Höhe von 143 Metern und 34 Stockwerken war es zwischen 1996 und 1999 das höchste Gebäude Chiles, bis es durch den Bau des Wolkenkratzers Titanium La Portada übertroffen wurde, der allerdings erst im Jahr 2010 offiziell eingeweiht wurde.